# Stina Forssell
Stina Forssell, född 3 maj 1906 i Skellefteå, död 6 oktober 1970 i Stockholm, var en svensk målare och illustratör.
Hon var dotter till lasarettsläkaren William Forssell och Thyra Teuchler samt gift 1930–1936 med Holger Gadelius.
Forssell studerade konst vid Edward Berggrens målarskola i Stockholm och vid Konstakademien 1926–1930 samt vid Konsthögskolan och vid Maison Watteau i Paris 1930–1931.  Hon medverkade i samlingsutställningar med Sveriges allmänna konstförening. Hennes konst består av stilleben, interiörer, porträtt och landskap. Därutöver gjorde hon illustrationer för tidningar och böcker. Forssell är representerad vid Uddevalla museum. Hon är begravd på Norra begravningsplatsen utanför Stockholm.